# Union FC d'Ixelles
El Union FC d'Ixelles fue un equipo de fútbol de Bélgica de Ixelles en Bruselas. Participó alguna vez en la Primera División de Bélgica, la máxima categoría de fútbol en el país. Sus colores eran blanco y negro.

## Historia
Fue fundado en el año 1892 en el municipio de Ixelles y fue uno de los equipos fundadores de la Primera División de Bélgica en el año 1895, debutando terminaron en último lugar entre 7 participantes, en donde solo ganó un de sus doce partidos, los otros 11 los perdió.
Después de esa temporada, no volvió a participar en competiciones oficiales y desaparece en el año 1901 luego de que la institución cerrara sus operaciones.

## Temporadas
| Edición | Temporada | Liga                                                                           | Posición                                                                       |
| ------- | --------- | ------------------------------------------------------------------------------ | ------------------------------------------------------------------------------ |
| 1       | 1895-96   | Division d'Honneur (D1)                                                        | 7º/7                                                                           |
| X       | 1901      | El club no vuelve a participar en competiciones oficiales y desaparece en 1901 | El club no vuelve a participar en competiciones oficiales y desaparece en 1901 |